# Ligne Tōbu Urban Park
La ligne Tōbu Urban Park (東武アーバンパークライン, Tōbu Ābanpāku-rain), anciennement ligne Tōbu Noda (東武野田線, Tōbu Noda-sen), est une ligne ferroviaire de la compagnie privée Tōbu dans la région de Kantō au Japon. Elle relie la gare d'Ōmiya à Saitama à celle de Funabashi dans la préfecture de Chiba. C'est une ligne avec un trafic local de trains de banlieue.
Sur les cartes, la ligne Tōbu Urban Park est de couleur bleu ciel et les stations sont identifiées par les lettres TD suivies d'un numéro.

## Histoire
Le premier tronçon de la ligne Noda ouvre le 9 mai 1911 entre Kashiwa et Nodamachi (aujourd'hui Nodashi). Un second tronçon ouvre entre Funabashi et Kashiwa en 1923. La ligne est ensuite prolongée jusqu'à Ōmiya par étapes. Elle est terminée en 1930.
Le 1er avril 2014, la ligne est renommée ligne Urban Park.

## Caractéristiques

### Ligne
- Longueur : 62,7 km
- Ecartement : 1 067 mm
- Alimentation : 1 500 Vcc par caténaire
- Nombre de voies :
  - Double voie : entre Ōmiya et Kasukabe et entre Unga et Funabashi
  - Voie unique : entre Kasukabe et Unga

La ligne effectue un rebroussement en gare de Kashiwa. Le dépôt dédié a la ligne se situe juste en sortie nord de la gare de Nanakōdai.

### Tracé
|  |

### Services et interconnexions
La ligne est parcourue par des trains omnibus et rapides. Les services Urban Park Liner permettent de relier Ōmiya et Nodashi à Asakusa en prenant la ligne Skytree à Kasukabe.

### Liste des gares
La ligne comporte 35 gares, numérotées de TD-01 à TD-35.
| Numéro | Gare                   | Nom japonais     | Distance (km) | Correspondances | Localisation | Localisation          |
| ------ | ---------------------- | ---------------- | ------------- | --- | ------------ | --------------------- |
| TD-01  | Ōmiya                  | 大宮             | 0             | JR East Shinkansen : Akita, Jōetsu, Hokuriku, Tōhoku, Yamagata JR East : Kawagoe, Keihin-Tōhoku, Saikyō, Shōnan-Shinjuku, Takasaki, Utsunomiya New Shuttle | Saitama      | Préfecture de Saitama |
| TD-02  | Kita Ōmiya             | 北大宮           | 1,2           | | Saitama      | Préfecture de Saitama |
| TD-03  | Ōmiya-kōen             | 大宮公園         | 2,2           | | Saitama      | Préfecture de Saitama |
| TD-04  | Ōwada                  | 大和田           | 4,0           | | Saitama      | Préfecture de Saitama |
| TD-05  | Nanasato               | 七里             | 5,6           | | Saitama      | Préfecture de Saitama |
| TD-06  | Iwatsuki               | 岩槻             | 8,5           | | Saitama      | Préfecture de Saitama |
| TD-07  | Higashi-Iwatsuki       | 東岩槻           | 10,9          | | Saitama      | Préfecture de Saitama |
| TD-08  | Toyoharu               | 豊春             | 12,2          | | Kasukabe     | Préfecture de Saitama |
| TD-09  | Yagisaki               | 八木崎           | 14,1          | | Kasukabe     | Préfecture de Saitama |
| TD-10  | Kasukabe               | 春日部           | 15,2          | Tōbu : Skytree (interconnexion) | Kasukabe     | Préfecture de Saitama |
| TD-11  | Fujino-ushijima        | 藤の牛島         | 17,8          | | Kasukabe     | Préfecture de Saitama |
| TD-12  | Minami-Sakurai         | 南桜井           | 20,6          | | Kasukabe     | Préfecture de Saitama |
| TD-13  | Kawama                 | 川間             | 22,9          | | Noda         | Préfecture de Chiba   |
| TD-14  | Nanakōdai              | 七光台           | 25,1          | | Noda         | Préfecture de Chiba   |
| TD-15  | Shimizu-kōen           | 清水公園         | 26,6          | | Noda         | Préfecture de Chiba   |
| TD-16  | Atago (ja)             | 愛宕             | 27,7          | | Noda         | Préfecture de Chiba   |
| TD-17  | Nodashi                | 野田市           | 28,6          | | Noda         | Préfecture de Chiba   |
| TD-18  | Umesato                | 梅郷             | 30,9          | | Noda         | Préfecture de Chiba   |
| TD-19  | Unga                   | 運河             | 33,2          | | Nagareyama   | Préfecture de Chiba   |
| TD-20  | Edogawadai             | 江戸川台         | 35,1          | | Nagareyama   | Préfecture de Chiba   |
| TD-21  | Hatsuishi              | 初石             | 36,8          | | Nagareyama   | Préfecture de Chiba   |
| TD-22  | Nagareyama-ōtakanomori | 流山おおたかの森 | 38,4          | MIR : Tsukuba Express | Nagareyama   | Préfecture de Chiba   |
| TD-23  | Toyoshiki              | 豊四季           | 39,7          | | Kashiwa      | Préfecture de Chiba   |
| TD-24  | Kashiwa                | 柏               | 42,9          | JR East : Jōban | Kashiwa      | Préfecture de Chiba   |
| TD-25  | Shin-Kashiwa           | 新柏             | 45,8          | | Kashiwa      | Préfecture de Chiba   |
| TD-26  | Masuo                  | 増尾             | 47,1          | | Kashiwa      | Préfecture de Chiba   |
| TD-27  | Sakasai                | 逆井             | 48,0          | | Kashiwa      | Préfecture de Chiba   |
| TD-28  | Takayanagi             | 高柳             | 50,2          | | Kashiwa      | Préfecture de Chiba   |
| TD-29  | Mutsumi                | 六実             | 51,9          | | Matsudo      | Préfecture de Chiba   |
| TD-30  | Shin-Kamagaya          | 新鎌ヶ谷         | 53,3          | Shin-Keisei : Shin-Keisei Hokuso-Railway : Hokusō | Kamagaya     | Préfecture de Chiba   |
| TD-31  | Kamagaya               | 鎌ヶ谷           | 55,2          | | Kamagaya     | Préfecture de Chiba   |
| TD-32  | Magomezawa             | 馬込沢           | 57,7          | | Funabashi    | Préfecture de Chiba   |
| TD-33  | Tsukada                | 塚田             | 60,1          | | Funabashi    | Préfecture de Chiba   |
| TD-34  | Shin-Funabashi         | 新船橋           | 61,3          | | Funabashi    | Préfecture de Chiba   |
| TD-35  | Funabashi              | 船橋             | 62,7          | JR East : Chūō-Sōbu, Sōbu | Funabashi    | Préfecture de Chiba   |

## Atelier de maintenance
La ligne possède un atelier de maintenance dédié, situé a peu près au milieu de la ligne, en sortie de la gare de Nanakōdai. Lors de la construction du premier tronçon la ligne en 1911, la ligne s'arrêtait en amont, et un petit atelier était situé près de la gare de Nodashi.
L'atelier actuel dispose de deux voies d'accès, avec sur l'une d'entre elles la machine à laver. Deux bâtiments, dont un de 132 m de long (supérieur à la longueur totale d'une rame a six caisses), assurent les opérations de maintenance. Le bâtiment le plus long englobe 2 voies, le plus petit, 1 voie qui traverse le bâtiment et continue plus loin permettant de placer une rame entière.
il y a 17 voies de garage dont 9 permettent de garer 2 rames de front. Il y a au moins 25 emplacements pour garer les rames de 120 m. Deux d'entre elles sont placées a l'écart et sont encadrées par des passerelles de chaque côté, permettant le nettoyage  des rames par des employés, et 4 positions de garage ont une passerelle au niveau du toit, sur au moins un côté, permettant les vérifications des organes positionnés sur le toit (pantographes) et l'état de la caisse.

## Matériel roulant
La ligne Tōbu Urban Park est parcourue par des rames de 6 voitures des séries 8000, 10030, 60000 et 80000, ainsi que par la série 500 sur le service Urban Park Liner.

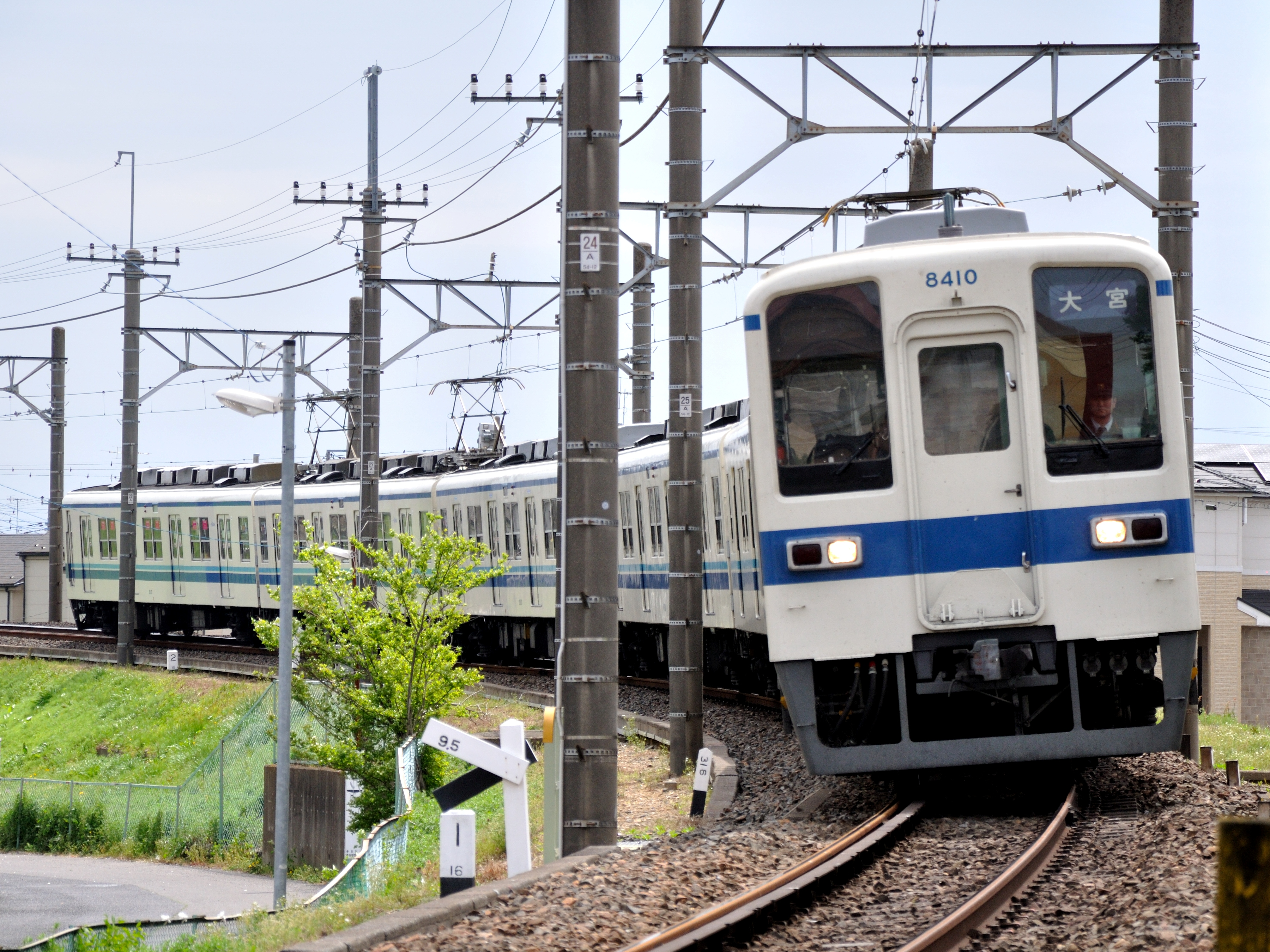
Série 8000
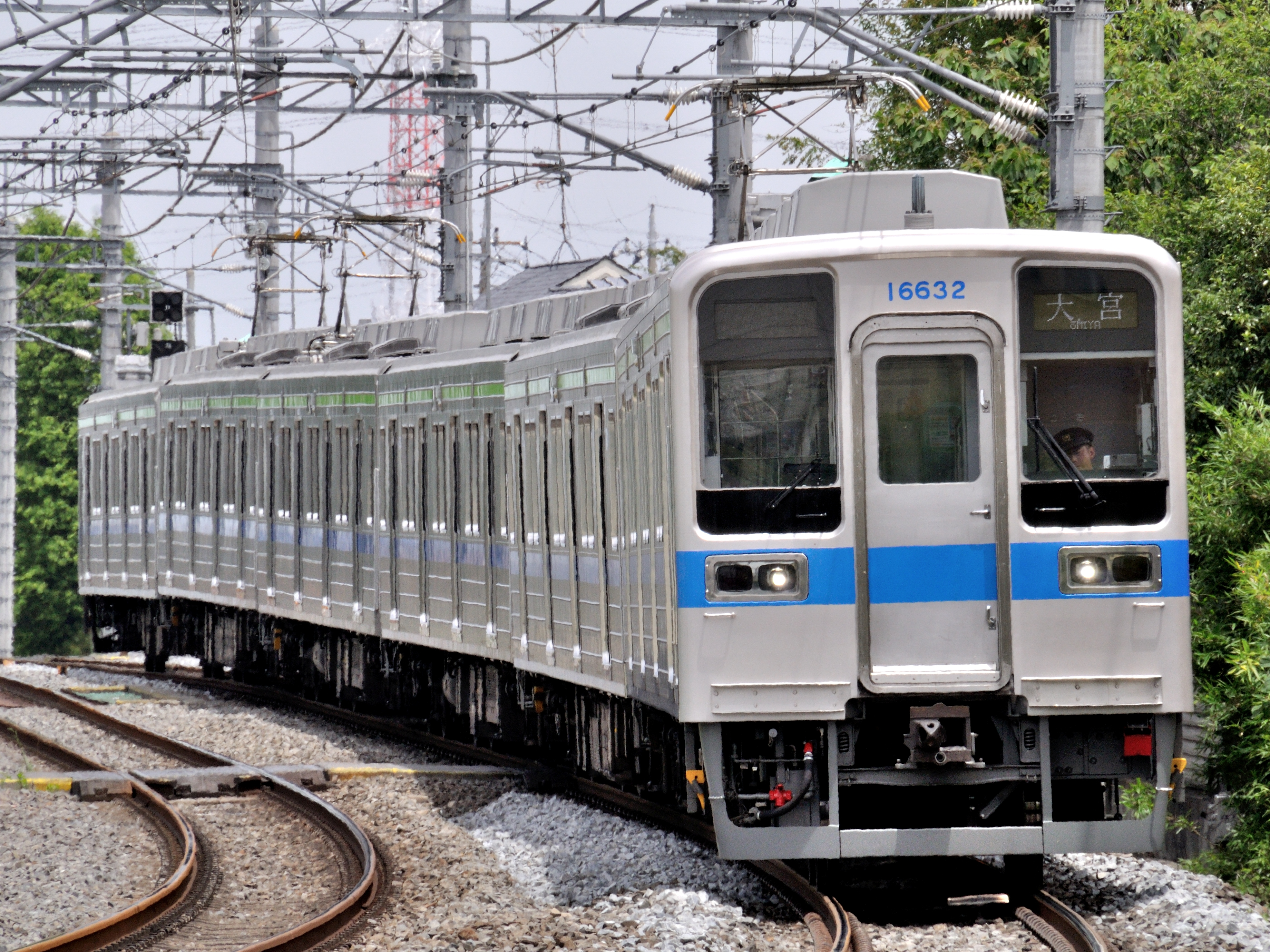
Série 10030
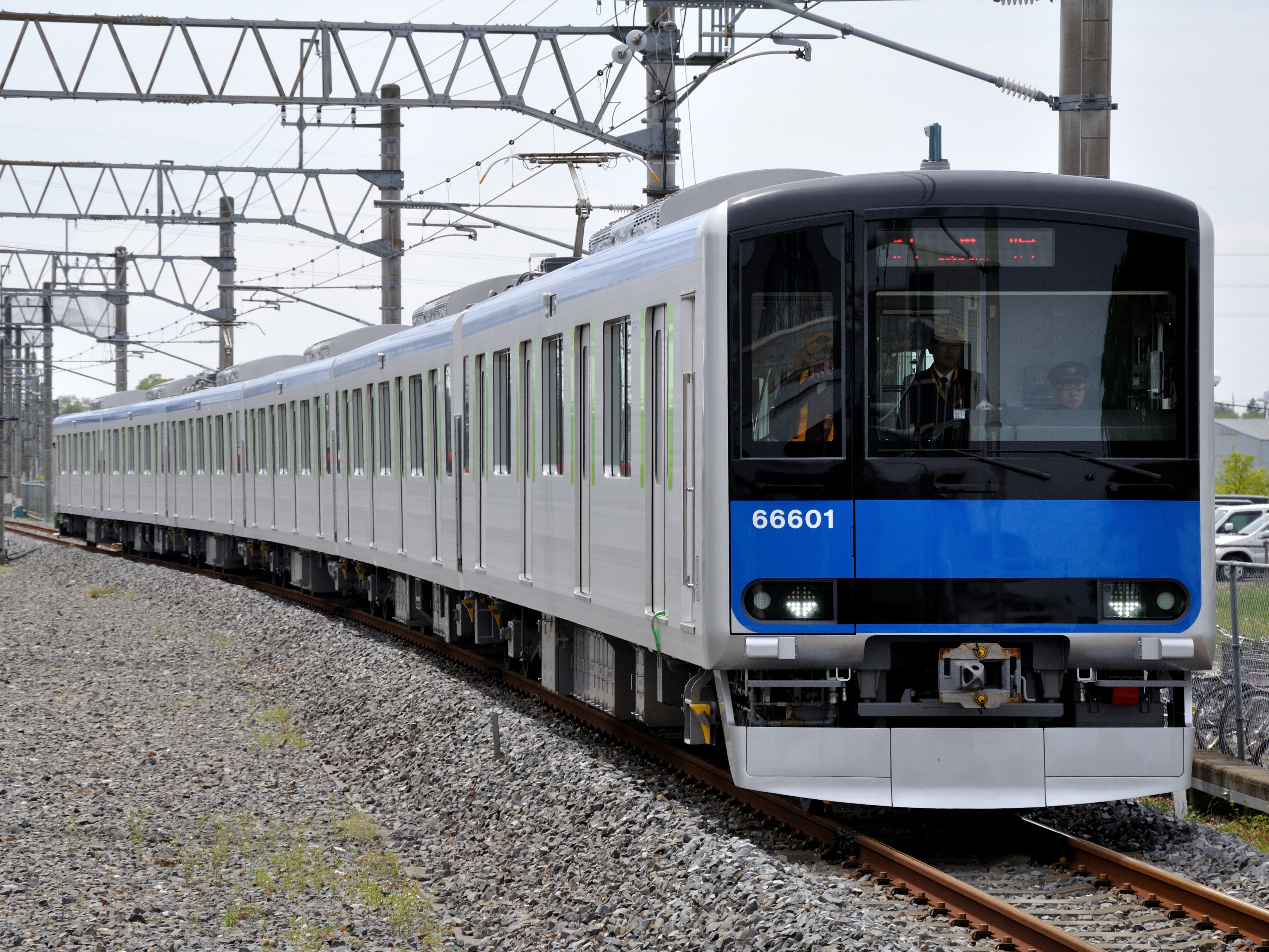
Série 60000
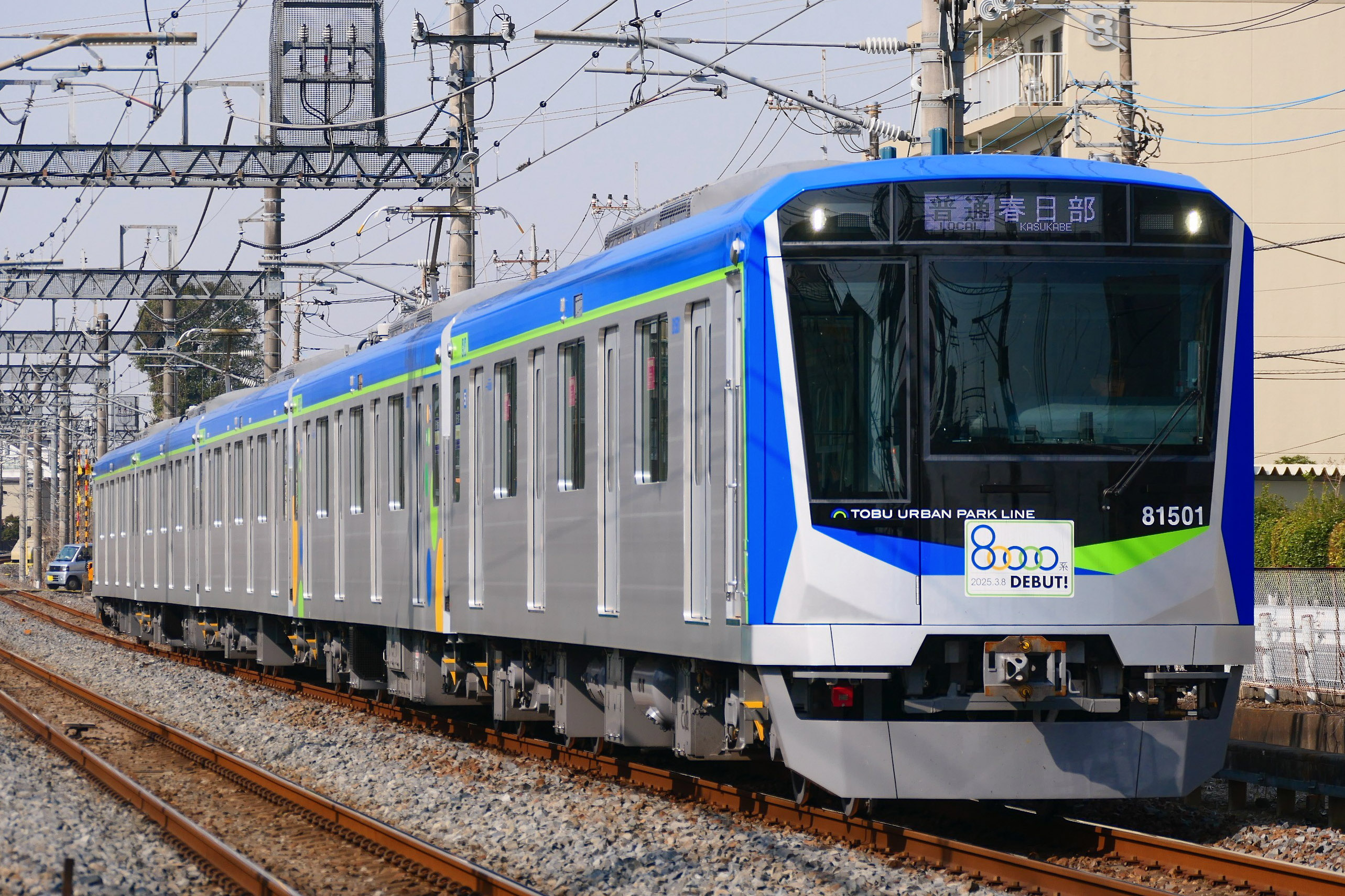
Série 80000
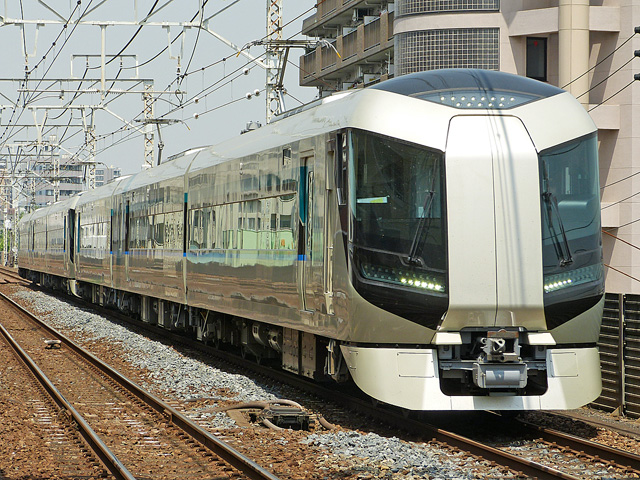
Série 500 Revalty